# Herculis
Herculis är en årlig friidrottstävling på Stade Louis II i Fontvieille, Monaco. 1998 blev Herculis en del av IAAF:s Golden League, men lämnade serien fem år senare och var då istället värd för IAAF World Athletics Final. Åren 2006–2009 var tävlingen en av fem stycken i Super Grand Prix och 2010 blev Herculis en del av Diamond League. 